# Ctenus tamerlani
Ctenus tamerlani är en spindelart som beskrevs av Roewer 1951. Ctenus tamerlani ingår i släktet Ctenus och familjen Ctenidae.
Artens utbredningsområde är Myanmar. Inga underarter finns listade i Catalogue of Life.